# Medetera subviridis
Medetera subviridis är en tvåvingeart som beskrevs av Octave Parent 1939. Medetera subviridis ingår i släktet Medetera och familjen styltflugor.
Artens utbredningsområde är Kenya. Inga underarter finns listade i Catalogue of Life.